# Rue de Beaujolais
Rue de Beaujolais är en gata i Paris 1:a arrondissement. Den namngavs 1814 och är uppkallad efter Louis-Charles d'Orléans, greve av Beaujolais, son till Ludvig Filip av Bourbon-Orléans.
Rue de Beaujolais börjar vid Rue de Valois 43 och slutar vid Rue de Montpensier 38. Vid Rue de Beaujolais ligger bland annat restaurangen Le Grand Véfour, som öppnades år 1784.

## Bilder
| - Rue de Beaujolais nummer 9. |

### Webbkällor
- ”Rue de Beaujolais”. Mairie de Paris. http://www.v2asp.paris.fr/commun/v2asp/v2/nomenclature_voies/Voieactu/0773.nom.htm. Läst 2 augusti 2017.